# Lasippa isabellina
Lasippa isabellina är en fjärilsart som beskrevs av Felder 1863. Lasippa isabellina ingår i släktet Lasippa och familjen praktfjärilar. Inga underarter finns listade i Catalogue of Life.